# Christopher Williams (astronaute)
Pour les articles homonymes, voir Christopher Williams et Williams.
Christopher L. Williams est un astronaute américain sélectionné en 2021 au sein du groupe d'astronautes 23 de la NASA.

## Biographie
Christopher Williams a grandi à Potomac, dans le Maryland. Il est diplômé de l'université Stanford en 2005 avec un baccalauréat en physique et a obtenu un doctorat en physique du Massachusetts Institute of Technology (MIT) en 2012, où ses recherches portaient sur l'astrophysique. Williams est un physicien médical certifié, ayant complété sa formation en résidence à la Harvard Medical School avant de rejoindre la faculté en tant que physicien clinicien et chercheur. Il a travaillé récemment en tant que physicien médical dans le département de radio-oncologie du Brigham and Women's Hospital (en) et du Dana–Farber Cancer Institute (en) à Boston. Il y occupait le poste de physicien en chef du programme de radiothérapie adaptative guidée par IRM. Ses recherches ont porté sur le développement de techniques de guidage d'images pour les traitements contre le cancer.
Après sa sélection par la NASA en 2021, Williams a achevé sa formation d'astronaute avec la 23e classe en 2024, le préparant à des missions spatiales.

## Première mission spatiale
Christopher Williams a été assigné à sa première mission spatiale en tant que membre de l'Expédition 74 à bord de la Station spatiale internationale (ISS). Il décollera en novembre 2025 à bord du vaisseau Soyouz MS-28 depuis le cosmodrome de Baïkonour, en compagnie de cosmonautes russes. En tant qu'ingénieur de vol, il participera à des investigations scientifiques et à des démonstrations technologiques visant à préparer les futures missions habitées et à soutenir le développement commercial en orbite basse. Ces recherches exploiteront l'environnement de la microgravité pour faire avancer les connaissances scientifiques et technologiques.